# Leioproctus nunui
Leioproctus nunui är en biart som beskrevs av Donovan 2007. Leioproctus nunui ingår i släktet Leioproctus och familjen korttungebin. Inga underarter finns listade i Catalogue of Life.